# Eudora (nereida)
Eudora (en grec antic Εὐδώρη) va ser, segons la mitologia grega, una de les cinquanta Nereides, filla de Nereu, un déu marí fill de Pontos, i de Doris, una nimfa filla d'Oceà i de Tetis.
En parlen Hesíode a la Teogonia. i Apol·lodor a la Bibliotheca. Segons Apol·lodor, és la nereida que proporciona els formosos regals de la mar.
Una oceànide, filla d'Oceà i de Tetis, també s'anomenava Eudora, diu Hesíode.